# Precio justo
Precio justo o justo precio, en economía y filosofía escolástica renacentista (s. XVI y XVII), es el precio que permite al productor o comerciante vivir dignamente con su actividad y a la vez permite que dicho bien o servicio pueda estar al alcance del consumidor o ciudadano que lo necesite o requiera. El precio justo conjuga la necesaria actividad económica de los intercambios con la justicia y equidad de la filosofía moral.
El precio justo para los bienes y servicios fue uno de los problemas tratados, junto otros aspectos como la usura, por la escolástica y desarrollado por la Escuela de Salamanca por los considerados como primeros pensadores de la economía en sus leyes de economía con el objetivo de crear una ética económica (Francisco de Vitoria, Tomás de Mercado, Luis de Molina, Martín de Azpilcueta y Melchor de Soria).
Posteriormente la teoría económica clásica del siglo XVIII-XIX (Adam Smith, Jean-Baptiste Say, David Ricardo) con su teoría de la utilidad marginal o marginalismo, también criticada por sus limitaciones, rechazaron este concepto y consiguieron desterrarlo de la economía política dejando solamente como materia de estudio las leyes de la formación del precio. En el libro de 1775 La riqueza de las naciones de Adam Smith la economía política se escinde la filosofía moral.
Con la publicación en 1936 del libro de Teoría general del empleo, el interés y el dinero de Keynes y el desarrollo de la escuela keynesiana vuelven a considerarse aspectos éticos en la economía política que obligan a revisar los conceptos tradicionales, entre ellos el precio justo así como el adecuado tipo de interés.

## Teoría del coste de producción y del precio justo objetivo
La teoría del valor que sustenta el precio justo es inicialmente la teoría del valor como costo de producción medieval. En el coste de producción están los materiales y el trabajo. La teoría evolucionará hacia una teoría del valor objetivo conteniendo todavía elementos de equidad y justicia.
Frente al fijación del precio justo de las mercancías por la oferta o demanda o por la teoría del valor subjetivo, la teoría medieval suponía un teoría del valor objetivo. La realidad económica, de abundancia o escasez, de necesidad o lujo mueven el precio objetivo de tal forma que los economistas escolásticos defendieron el coste de producción como factor clave junto con el trabajo en la formación del precio justo. No se opondrán, para preservar los componentes éticos del intercambio económico, a la fijación legal de los precios de algunas mercancías consideradas básicas cuando la oferta o la demana u otras variables pueden hacer inaccesibles bienes básicos.

Los doctores de la Escuela de Salamanca recibieron de los escolásticos medievales una teoría del valor de cambio basada en la idea de que el precio de las cosas no se determina atendiendo a su perfección intrínseca o a su naturaleza... sino teniendo en cuenta su necesidad para los seres humanos  (indigentia). Pero hay que decir a continuación que, siguiendo a Tomás de Aquino, no entendieron esa necesidad en sentido subjetivo, sino objetivo.

## La teoría del precio justo en Francisco de Vitoria
La teología moral de Francisco de Vitoria supone el comienzo de lo que luego se denominó la "Escuela de Salamanca". Vitoria se educa en la tradición filosófica y teológica de la escolástica e hizo una aproximación a las cuestiones prácticas económicas de su tiempo desde un punto de vista moral. La tradición escolástica había desarrollado dos teorías éticas muy importantes sobre el mercado. Una es la del precio justo que afecta a las operaciones de intercambio mercantiles o comerciales, la otra es la de la usura, teoría aplicable los préstamos con interés, es decir, a las operaciones financieras. Se considera que la teoría ética del precio justo basada en la idea de justicia como virtud adecuada para regular las relaciones mercantiles es la más desarrollada e interesante de las dos.
En relación con el precio justo de las mercancías, Francisco de Vitoria señala la necesaria y fundamental distinción entre las cosas que son necesarias para la vida y las que no lo son:

"Hay dos clases de cosas que se pueden vender. Hay unas que son necesarias para la buena marcha de las cosas y para la vida, y por ellas no se puede exigir más de lo que valen, y no sirve decir que al que quiere no se le hace injuria, pues en este caso no se da una decisión del todo voluntaria sino que existe una coacción, pues la necesidad le obliga; como si uno que tiene necesidad en un camino, pide vino para beber, y el otro no lo quiere dar sino por veinte ducados, y solo vale diez, este peca mortalmente y está obligado a restituir, porque aunque aquel se lo compró porque quiso, su decisión no fue lisa y llanamente voluntaria". Francisco de Vitoria

Se podría resumir la teoría del valor de los doctores de la Escuela de Salamanca en 3 puntos:
- 1º.- El valor de cambio de las cosas no depende de su necesidad entendida en sentido subjetivoo utilitarista, sino objetivo.
- 2º.- El precio justo de las cosas necesarias para la vida,si no hay fraude o engaño, lo determina la “común estimación” solamente si hay muchos vendedores y compradores, es decir, si hay verdadera competencia entre los que venden y los que compran.
- 3º.- El precio de las cosas necesarias para la vida humana puede y debe establecerse legalmente.

### La interpretación de la común apreciación como libre mercado
Desde la economía clásica y también por posteriores economistas se ha interpretado que de la segunda manera de establecer el precio, esto es, la común apreciación (la primera es el precio fijado por ser un bien de primera necesidad) que exponía Francisco de Vitoria y fue desarrollada por otros miembros del a Escuela de Salamanca, entre otros Tomás de Mercado, se podía derivar las nociones de libre concurrencia, competitividad y por tanto libre mercado propias de la economía clásica sin tener en cuenta que precisamente la Escuela de Salamanca perseguía matizar y limitar, con los elementos necesarios de equidad y justicia, la mera observación de la evolución de los precios 'libres' o razón científica como mero sinónimo de la común apreciación que debía darse a lo largo del tiempo, en su estabilidad y homogeneidad sobre los precios de mercancías habituales. Así, se denunciaba, cuando los precios se alteraban por la parte dominante, la avaricia, el excesivo lucro, el 'turpe lucrum' (lucro vil, ignominioso, infame o deshonesto). La interpretación del precio justo como precio de equilibrio que hace economía clásica no tiene en cuenta el cambio radical de paradigma que suponen esos dos conceptos y pretender darles continuidad conceptual cuando se producen en un contexto moral (precio justo) y un contexto economicista (precio de equilibrio o mercado).

## Precio de mercado y valor razonable
En contabilidad el precio justo o el valor justo es una estimación de la predicción racional e imparcial del potencial precio de mercado de un bien, servicio o activo que tiene en cuenta factores objetivos como los costos asociados a la producción o la sustitución, las condiciones del mercado y cuestiones de oferta y demanda. También pueden considerarse factores subjetivos como las características de riesgo, el costo y el rendimiento del capital, y la utilidad percibida individualmente.

### Precio de mercado y mercado ineficiente
La economía clásica considera que en un mercado eficiente y bien organizado y transparente, el precio de mercado es generalmente igual o cercano al valor razonable (precio justo), ya que los inversores reaccionan rápidamente para incorporar nueva información sobre la escasez relativa, la utilidad o los posibles rendimientos en sus ofertas. Pero el precio de mercado con mucha frecuencia difiere del precio justo o valor justo debido a varios sesgos cognitivos comunes entre los compradores o vendedores.